# Rosine Stoltz
Rosine Stoltz, de son véritable nom Victoire Noël, née à Paris le 13 février 1815 et morte à Paris 2e le 30 juillet 1903, est une célèbre cantatrice française de l'époque romantique.

## Biographie
Les origines de Rosine Stoltz, assurément très modestes, sont controversées. D'après l'acte de son premier mariage avec Alphonse-Auguste Lescuyer établi à Bruxelles le 2 mars 1837, elle est née Victoire Noël à Paris le 13 février 1815, fille de Florentin Noël et de Clara Stoll, concierges, boulevard du Montparnasse.
Néanmoins, selon Pierre Larousse, elle serait née Rose Niva en Espagne le 13 février 1813 et aurait été amenée très jeune à Paris, où sa mère, « portière d'une maison du boulevard du Montparnasse, fut longtemps connue dans son quartier sous le nom de la mère Noël » . Toujours selon Larousse, la coïncidence de son jour de naissance avec celui de la mort du duc de Berry lui aurait valu la protection de la duchesse de Berry. Grâce à cette dernière, elle aurait été élevée dans un établissement de la rue du Regard, les Orphelines de la Providence.
Il semble en tout cas qu'elle ait perdu son père très tôt. Sa mère aurait alors trouvé une place de concierge à l'Opéra de Paris, à moins qu'elle ne soit devenue boulangère rue du Faubourg-Montmartre.
Quoi qu'il en soit, la jeune fille reçoit une éducation musicale à l'Institution royale de musique classique et religieuse ouverte 69 rue de Vaugirard par Alexandre-Étienne Choron, mais elle doit interrompre ses études à la Révolution de 1830 qui supprime l'établissement.
Le baron Ternaux, fils de l'industriel et homme politique Guillaume Louis Ternaux, est son premier protecteur. Sous le nom de Rosine Ternaux, elle est engagée en 1831 par Cartigny au Théâtre du Parc de Bruxelles, et débute dans une comédie en vers, Les Trois Châteaux, puis dans un vaudeville, La Fille de Dominique de Ferdinand de Villeneuve. Elle se produit ensuite en Hollande puis à Spa comme seconde chanteuse, sous le nom de Mlle Héloïse, avant d'être engagée au théâtre d'Anvers, où elle prend le nom de Rosine Stoltz, dérivé de celui de sa mère. Elle se produit dans Le Pré aux clercs à Lille, en 1833, puis à Amsterdam, Anvers et Bruxelles.

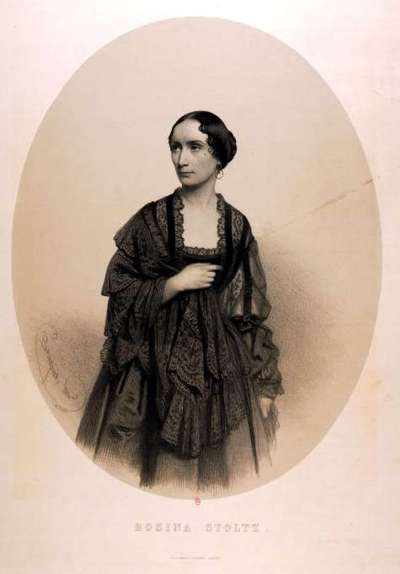
Rosine Stoltz.

Le 2 mars 1837 à Bruxelles, elle épouse un avocat rouennais, Auguste Lescuyer, administrateur provisoire du théâtre de la Monnaie. Le couple se sépare au bout de quelques années d'une union fort libre après avoir eu deux fils que le père élèvera.
Sur la recommandation du ténor Adolphe Nourrit, le directeur de l'Opéra de Paris, Henri Duponchel, lui fait faire ses débuts le  25 août 1837
dans La Juive de Halévy, puis dans Les Huguenots de Meyerbeer et Le Freischutz de Weber. En 1840, elle crée le rôle de Léonor dans La Favorite de Donizetti : écrit spécialement pour sa voix de contralto, c'est son rôle le plus célèbre avec ceux d'Odette, dans Charles VI, et de la reine de Chypre, dans l'opéra de ce nom, deux ouvrages d'Halévy.
Pendant dix ans, elle fait une brillante carrière à l'Opéra de Paris, devenant la maîtresse de son directeur, Léon Pillet, nommé en juin 1840. Outre les ouvrages déjà cités, elle crée Guido et Ginevra d'Halévy, Benvenuto Cellini de Berlioz, Le Lac des fées, La Xacarilla, Le Guerillero, Dom Sébastien, roi de Portugal, Le Lazzarone, Othello, Marie Stuart, L'Étoile de Séville, David, Robert Bruce. Stoltz succède, sur le devant de la scène, à Marie-Cornélie Falcon, alors qu'elle avaiat été engagée, à l'origine pour la doubler.
Jalouse et ombrageuse, elle use de son influence auprès de Pillet pour faire écarter toutes ses rivales potentielles, notamment l'objet de sa plus grande haine, la soprano Julie Dorus-Gras, qu'elle finit par pousser à quitter l'Opéra. Ces manœuvres finissent par lui créer une très mauvaise réputation, non seulement auprès de la troupe de l'Opéra, mais également auprès du public. Le 30 décembre 1846, lors de la première représentation de Robert Bruce (pastiche de La donna del Lago de Rossini) elle est prise à partie par le public et copieusement sifflée. Des campagnes de dénigrement sont organisées dans la presse, par exemple par le journaliste Marie-François-Stanislas Champein, dont elle obtient la condamnation pour diffamation ou les frères Léon et Marie Escudier (La France musicale) à la manoeuvre dans l'affaire Robert Bruce.

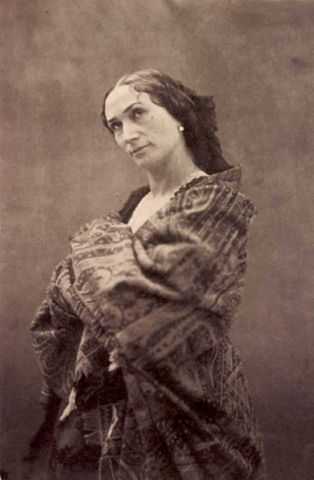
Rosine Stoltz vers 1857, par Nadar

Après une première très difficile de Robert Bruce, le 30 décembre 1846, elle démissionne en mars 1847, entraînant dans sa chute son amant Léon Pillet. Elle vend son hôtel du 44 rue Laffitte ainsi que tout le mobilier qu'il renfermait et disparaît pendant quelques années. Le 21 juin 1848, elle donne naissance à un enfant naturel, Charles Raymond Stoltz (Carl de Ketschendorf), qui sera plus tard anobli par l'un de ceux dont on suppose qu'il pourrait être son père naturel, le duc Ernest II de Saxe-Cobourg-Gotha, et créé définitivement baron Stolzenau von Ketschendorf le 25 septembre 1868. Il fut diplomate à la légation de Saxe-Cobourg-Gotha à Paris et mourut en 1901 dans le train-couchette Paris-Nice.
Rosine Stoltz reparaît vers 1850 et effectue quelques tournées en province, puis à l'étranger, à Lisbonne, au théâtre royal de Turin, puis à Rio de Janeiro où elle devient la favorite de l'empereur Pierre II du Brésil, qui va jusqu'à faire semer de pétales de rose le chemin allant de sa maison à l'opéra.
Elle revient à Paris en 1854-1855 et fait un bref retour à l'Opéra, interprétant notamment le rôle de Fidès dans Le Prophète de Meyerbeer (rôle initialement commandé pour elle par Léon Pillet, mais que le compositeur réécrivit finalement entièrement pour sa concurrente, Pauline Viardot) avant de faire ses adieux définitifs à la scène.
Rosine Stoltz devient la maîtresse du célèbre mime Charles Deburau, de quinze ans son cadet, et fournit les capitaux nécessaires à la création du Théâtre Deburau à l'emplacement de l'ancienne salle Marigny.
Vers 1860, elle fait construire par l'architecte Pierre-Joseph Olive une superbe maison au Vésinet, de style pompéien, acquise en 1874 par Auguste Hériot et détruite par Olympe Hériot en 1882.
Le 15 mars 1878, à Pampelune, Rosine Stoltz épouse en secondes noces don Manuel-Luis de Godoy (1828-1896), 3e prince de Godoy de Bassano, 3e comte de Castillo Fiel.
En mai 1872, elle avait fait envoyer des faire-part annonçant son mariage in extremis avec un certain duc Carlo Raimondo Lesignano di San Marino. Aucune preuve de ce mariage n'en a jamais été rapportée.
Elle meurt le 30 juillet 1903 dans le superbe hôtel Cosmopolite de l’avenue de l'Opéra.
La légende (non prouvée veut qu'elle se soit fait construire un tombeau dans le parc du collège de Juilly (Seine-et-Marne) où ses deux petits-fils étudiaient et à qui elle avait fait des dons très importants (environ 100 000 francs notamment pour la reconstruction de la chapelle), mais faute d'argent ils ne purent y faire transférer sa dépouille et celle-ci finit dans la fosse publique après un passage au cimetière parisien de Pantin.
Selon Théodore de Banville, c'est en l'attendant dans son hôtel particulier de la rue Laffitte vers 1840 que Charles Baudelaire, fumant cigare sur cigare, épuisa sa patience en composant Une martyre, dessin d'un maître inconnu.

## Œuvre
- Pensée chrétienne, Paris, Schoen éditeur, 1875
- Refrain du chevrier, Paris, Schoen éditeur, 1875[14]